# Raman Haloŭtjanka
Raman Aljaksandravitj Haloŭtjanka (belarusiska: Рама́н Алякса́ндравіч Гало́ўчанка, łacinka: Raman Alaksandravič Hałoŭčanka, ryska: Рома́н Алекса́ндрович Голо́вченко, Roman Aleksandrovitj Golovtjenko), född 10 augusti 1973 i Zjodino, Minsk oblast, Vitryska SSR i Sovjetunionen (nuvarande Zjodzina, Minsk voblast i Belarus), är en belarusisk politiker. Han är Belarus premiärminister sedan den 4 juni 2020.

## Karriär

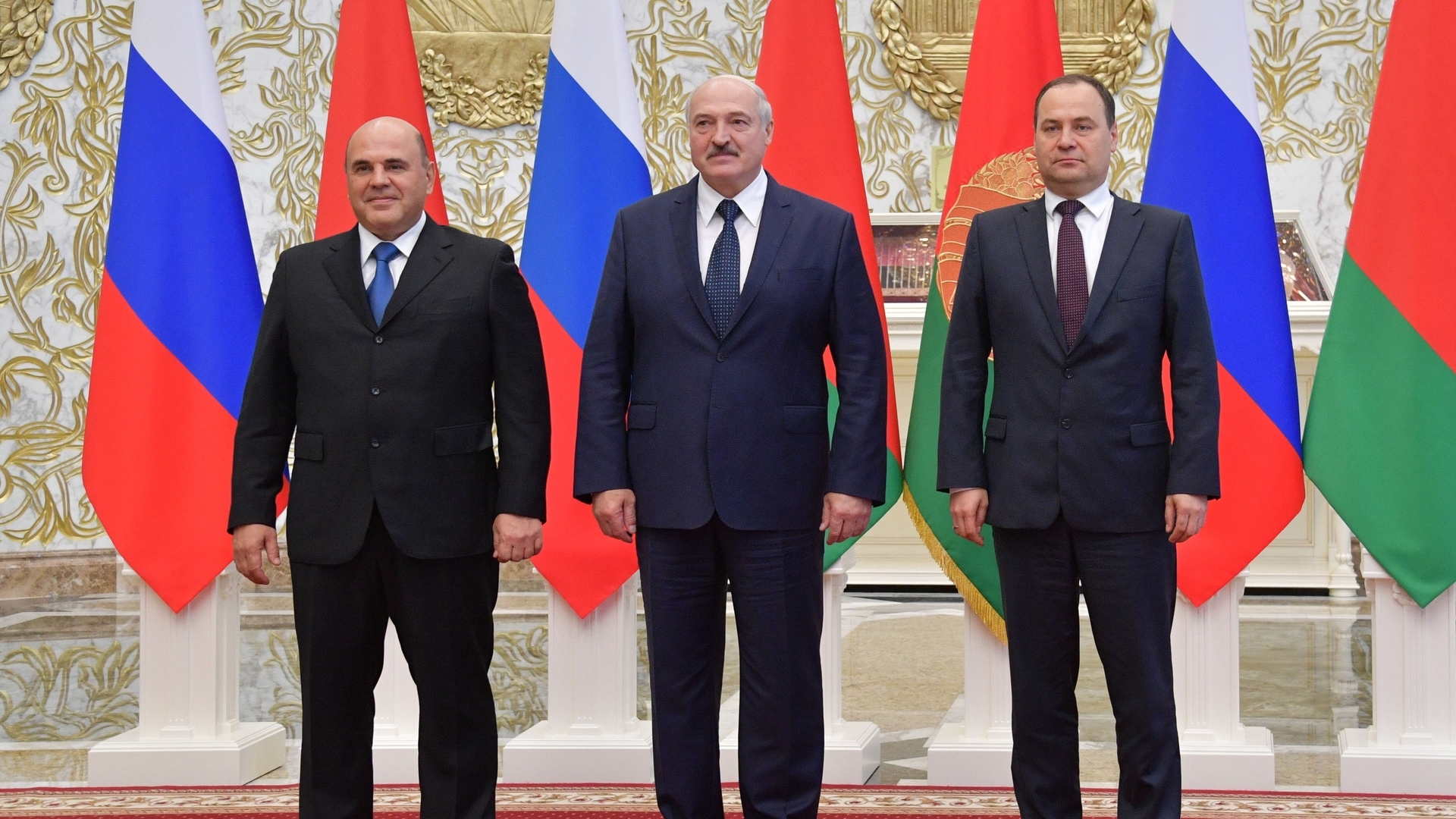
Haloŭtjanka med Aleksandr Lukasjenko och Michail Misjustin.

År 2009 utnämndes Haloŭtjanka till förste ställföreträdande premiärminister. År 2013 utsågs han till ambassadör i Förenade Arabemiraten. År 2018 utsågs han till ambassadör i Qatar, Kuwait och Saudiarabien. Han utsågs till sin nuvarande position av president Aleksandr Lukasjenko två månader före Presidentvalet i Belarus 2020. Före utnämnandet var Haloŭtjanka ordförande för den statliga militärindustriella kommittén. Han avgick som premiärminister den 17 augusti 2020 under de belarusiska protesterna 2020. Men avgången kommer inte till makten omedelbart, eftersom han fortfarande beskrevs som "premiärminister" en dag senare av samma media som har meddelat att han avgår. Han utsågs senare (den 19 augusti) till premiärminister för den nya regeringen.